# اروینگ کامینگز
ارویمگ کامینگز (انگلیسی: Irving Cummings; ۹ اکتبر ۱۸۸۸ – ۱۸ آوریل ۱۹۵۹) یک هنرپیشه، و کارگردان اهل ایالات متحده آمریکا بود.

## گزیده فیلمشناسی

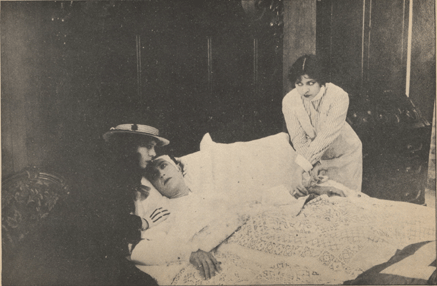

### به عنوان بازیگر
از فیلم‌ها یا برنامه‌های تلویزیونی که وی در آن نقش داشته‌است می‌توان به آثار زیر اشاره کرد.
- شلاق (۱۹۱۷)
- حراج جان‌ها (۱۹۱۹)
- گردآوری (۱۹۲۰)
- سکس (۱۹۲۰)
- شیطان و خانم جونز (۱۹۴۱)

### به عنوان کارگردان
- سیل جانزتاون (۱۹۲۶)
- در لباسی خیره‌کننده (۱۹۲۸)
- در آریزونای قدیم (۱۹۲۸)
- شیطان با زنان (۱۹۳۰)
- یک ترور مقدس (۱۹۳۱)
- گران کاناریا (۱۹۳۴)
- ماجرای پرشور هالیوود (۱۹۳۹)
- لیلیان راسل (۱۹۴۰)
- خرید لوئیزیانا (۱۹۴۱)
- سال‌های بی‌تابی (۱۹۴۴)
- دو دینامیت (۱۹۵۱)